# Hans Bachmann (Maler)
Hans Bachmann (* 30. April 1852 in Winikon; † 12. November 1917 in Luzern) war ein Schweizer Maler und Kunstlehrer.

## Leben
Hans Bachmann wuchs in Winikon (heute Teil der Gemeinde Triengen), einem kleinen Bauerndorf im Luzerner Mittelland, auf. Seine Familie ist dort seit dem 17. Jahrhundert bezeugt.
Er besuchte in Luzern die Mittelschule und nahm dann Privatunterricht in Zeichnen und Malen bei Seraphin Xaver Weingartner. 1870 ging er nach Düsseldorf an die Kunstakademie; er war Schüler von Eduard von Gebhardt, dann (privat) von Karl Hoff. Es gab damals in der Schweiz noch keine Kunstgewerbeschule. In Düsseldorf war Bachmann 1876 bis 1897 Mitglied des Künstlervereins Malkasten und freundete sich dort mit dem aus Oberkirch gebürtigen Schweizer Maler Aloys Fellmann an. Den Aufenthalt in Düsseldorf musste Bachmann 1880–1882 unterbrechen und wegen einer Lungenerkrankung in die Schweiz zurückkehren; er war zur Erholung meist im Gebirge.
1887 heiratete er in Detmold Wilhelmina Helene Dorothee Köller (* 6. September 1861 in Detmold; † 26. Juni 1943 in Luzern); die Ehe blieb kinderlos. 1889 besuchte Bachmann mit seiner Gattin Paris und besichtigte u. a. den Eiffelturm sowie die Weltausstellung. Diese bot eine umfassende Ausstellung französischer Kunst und auch von zahlreichen Werken Internationaler Künstler.
Ab 1895 war Bachmann in Zürich-Reiden, ab 1905 in Luzern niedergelassen. Von 1897 bis 1905 war er als Lehrer an der Kunstgewerbeschule Zürich tätig, von 1903 bis zu seinem Tod 1917 an der Luzerner Kunstgewerbeschule und auch an einer privaten Malschule für Damen in Luzern.
Bachmann war Mitglied der 1897 gegründeten „Künstlervereinigung Zürich“. und von 1899 bis 1901 Mitglied der Eidgenössischen Kunstkommission. 1909 gehörte er zu den Gründungsmitgliedern der Luzerner Sezession.
1918 widmete ihm das Kunstmuseum Bern eine Gedächtnisausstellung.

## Werk

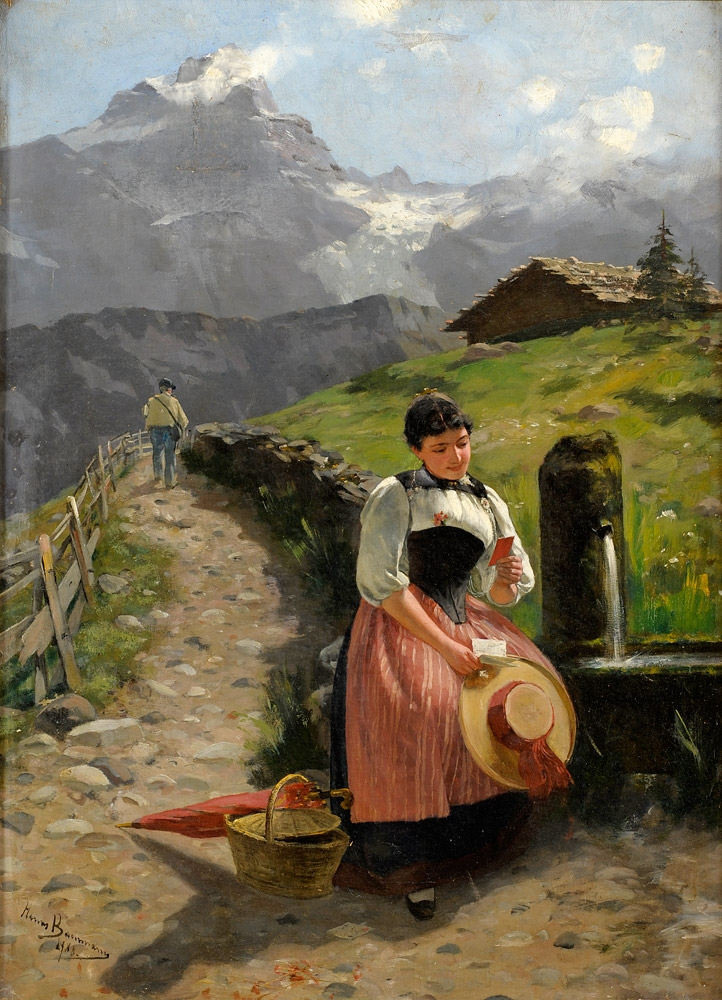
Hans Bachmann: Das Foto vom Liebsten, 1888

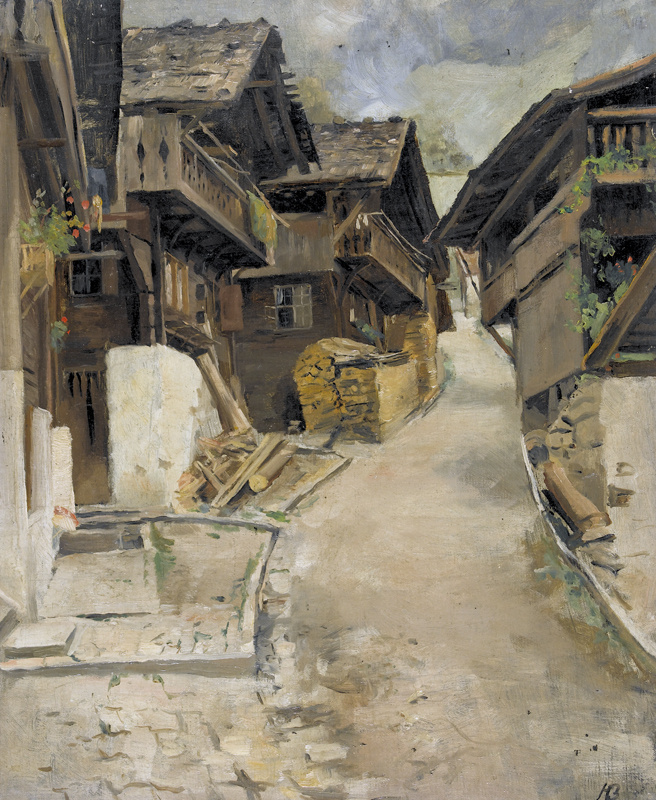
Hans Bachmann: Strasse in Brienz. Motiv: Brunngasse in Brienz

In Düsseldorf malte Bachmann unter dem Einfluss seines Lehrers Karl Hoff typische Rokoko-Interieurs. Dies änderte sich anlässlich des Genesungsaufenthaltes in der Schweiz, wie der Maler um 1887 in seinem «Curriculum vitae» schildert: «[…] dass ich unsere schöne Schweiz recht kennen lernte, mit Land und Leuten intim wurde, Sitten und Gebräuche studierte und in dieser Zeit, als Genesender, ca. hundert Naturstudien malte. Seit dieser Zeit habe ich denn auch fast ausschliesslich Bilder aus unserm Land- und Gebirgsleben gemalt. […] Zwar habe ich bisher mit den sogenannten Bauernbildern finanziell weniger Erfolge gehabt, als früher mit den süssen Rokokobildern; ich hoffe aber, dass das auch ändern wird.»
Dies war tatsächlich der Fall. Seine bäuerliche Genremalerei, die Schilderungen des bäuerlichen Alltags und Brauchtums, die Darstellung der Landschaft des Mittellandes und der Bergwelt brachten dem Maler nationale und internationale Anerkennung, auch verschiedene Ehrungen, so 1887 die Goldmedaille der Crystal Palace Picture Gallery Exhibition London für das Bild Weihnachtssänger im Kanton Luzern. 1896 erhielt Bachmann an der Internationalen Kunstausstellung Berlin (Große Berliner Kunstausstellung) eine kleine Goldmedaille.
Öffentliche Aufträge erhielt Bachmann zum Beispiel für das Bundeshaus in Bern und 1903 für zwei Wandbilder – „Gesslers Tod“ und „Tells Tod“ – für die Tellskapelle in der Hohlen Gasse in Sisikon (Kanton Uri), die 1905 mit Ernst Hodel junior fertig gestellt und eingeweiht wurden. Der Verleger Frédéric Zahn verpflichtete ihn, neben Albert Anker und weiteren Schweizer Malern, als Illustrator für die ab 1894 veröffentlichte Ausgabe von Jeremias Gotthelfs Werken.

## Werk (Auswahl)
- „Abendglocken“: Aarau, Aargauer Kunsthaus; hiernach Holzstich.[10]
- „Nach fernen Landen“, Öl/Karton, 56 × 81,5 cm: Aargauer Kunsthaus, Depositum Sammlung Werner Coninx, Inv.-Nr. D266 (aargauerkunsthaus.ch PDF).
- „Weihnachtssingen im Kanton Luzern“; ausgestellt. London, Kristallpalast 1887 (Große Goldene Medaille); Basel, Kunstmuseum.
- „Was die Straße erzählt“, 1889(?): Karlsruhe, Staatliche Kunsthalle (Farbabb.: m.karlsruhe.de).
- „Zur letzten Ruhe“; ausgestellt: Berlin, Akademische Kunstausstellung 1884; Barmen, Kunstverein 1887; Luzern, Kunstmuseum.
- „Verlassene Kegelbahn“, um 1880/82; Öl/Lwd.: Zürich, Kunsthaus, Inv.-Nr. 835; Provenienz: Zürcher Kunstgesellschaft | Kunsthaus Zürich (Museum), Zürich, ab 1907; Kauf aus der Schweizerischen Turnus-Ausstellung.

Arbeiten im Kunstmuseum Luzern, Schenkung Peter Bachmann, Küttigen:
- „Träumendes Mädchen“, undatiert; Öl/Lwd., auf Karton aufgezogen, 25.2 × 22,7 cm
- „Mädchenbildnis“, um 1850; Öl/Pavatex, 36.7× 34 cm
- „Belauschtes Stelldichein vor der Alphütte“, undatiert; Öl/Lwd., 69 × 90 cm
- „Weihnachtssingen“, undatiert; Öl/Lwd., 50 ×78 cm
- „Weisser Sonntag in den Dünen“, undatiert; Öl/Lwd., 60 × 86 cm
- „Mutterglück“, undatiert; Öl/Lwd., 65 × 50 cm
- „Marienkapelle im Zelgli Engelberg“, undatiert; Öl/Lwd., 58 × 58 cm
- „Bildnis der Mutter des Künstlers“, undatiert; 21 × 21 cm
- „Holzer im Winterwald“, undatiert; Öl/Lwd., 38 × 30 cm
- „Winterlandschaft“, undatiert; Öl/Lwd., 11 × 15 cm
- „Am Steg“, undatiert; Öl/Lwd., 43 × 36 cm

weitere Arbeiten:
- „En passant“; ausgestellt: Bremen, Kunstverein 1880
- „Im Atelier“, 1887 (Kunsthandel)
- „Martinsabend in Düsseldorf“; ausgestellt: Düsseldorf, Kunstverein 1887, Berlin, Akademische Kunstausstellung 1887, Magdeburg, Kunstverein 1888
- „Der Arzt“; ausgestellt: Berlin, Akademische Kunstausstellung 1888
- „Die Vorstellung. Kavalier lässt sein Windspiel vor zwei Damen Kunststücke machen“; ausgestellt: Berlin, Akademische Kunstausstellung 1888
- „Nähendes Mädchen“, dem ein Junge liebevoll einen Blumenstrauß durchs Fenster in die Stube reicht,  1892 (Kunsthandel)
- „Vision“, 1993; Öl/Lwd., 215 × 133 cm (Kunsthandel)
- „Sommerzeit“ ausgestellt: Große Berliner Kunstausstellung, Berlin, 1. Mai bis 29. September 1895 (Goldene Medaille)
- „Bauernfamilie bei der Ernte“, 1906; Öl/Lwd., 61,5 × 81 cm (Kunsthandel)
- „Rast bei der Heuernte“, 1912; Öl/Lwd., 65 × 100 cm (Kunsthandel)
- „Z‘Nüni“, 1912; Öl/Lwd., 72 × 95 cm (Kunsthandel)
- „Bildnis J. G. Burkhalter“, 1914 (Kunsthandel)
- „Blick vom Bürgenstock ins Engelbergtal“, 1916 (Kunsthandel)